# ABC 800
A linha sueca Luxor ABC 800 foi composta por computadores corporativos baseados no computador doméstico ABC 80. Todos os modelos 800 apresentavam um interpretador BASIC aperfeiçoado e uma memória RAM maior (32 KiB passou a ser o padrão). As máquinas também podiam receber "alta" resolução gráfica (240x240 pixels). O ABC 800 possuía uma versão monocromática com uma tela de 80 caracteres de largura e uma versão colorida com 40 caracteres. O modelo ABC 806, lançado posteriormente, possuía mais memória e gráficos aperfeiçoados, e o ABC 802 era uma versão compacta com um monitor de vídeo de 10" conectado ao gabinete (os ABC 80 e 800 possuíam o teclado integrado ao gabinete, e o monitor em separado), sem alta resolução gráfica.
"Quem precisa de compatibilidade com o IBM PC?", perguntavam os anúncios da Luxor, algo que a maioria dos compradores eventualmente passou a considerar um pré-requisito. Um certo grau de compatibilidade podia ser obtido entre o mundo ABC e o mundo PC através do uso de um programa denominado W ABC.
O microcomputador ABC 800 também foi vendido pela Facit sob o nome Facit DTC.

## Características (ABC 800)
| UCP           | Zilog Z80 em 3,58 MHz (usando um cristal oscilador colorido NTSC)                                                                                    |
| RAM           | 32 KiB |
| ROM           | 32 KiB |
| Gráficos      | 80x24, modo texto ou gráfico com 16 KiB usados para uma resolução de 240x240 pixels, monocromático âmbar sobre marrom) ou 8 cores.                   |
| Armazenamento | Geralmente, 2 drives de 5" 1/4. Com capacidade de 160, 320 ou 640 KiB. HDs foram disponibilizados posteriormente (principalmente o ABC 850, 10 MiB). |

A letra M no ABC 800 M significava "monocromático" enquanto que a letra C no ABC 800 C significava "colorido".